# Turszun bég
Turszun bég (Bursa, 1426 után – c. 1491) hivatalnok és történetíró volt az Oszmán Birodalomban. Fő munkája II. Mehmed uralkodását mutatja be.

## Élete
Turszun életéről keveset tudni, az adatok elsősorban könyvéből (Tarih-i Ebü’l-feth) származnak. Nevét Tur-ı Sina formában adta meg. Apjáról nem tudni, nagybátyját Csebe Ali bégnek nevezi, aki Bursa kormányzója volt. A fennmaradt iratok alapján családja valószínűleg fontos szerepet játszott 1380 és 1480 között a birodalomban.
Születéséről nincsenek biztos adatok, feltehetően 1426 után látott napvilágot. Tanulmányait egy medreszében végezte. Könyve alapján a török mellett arabul és perzsául is tudott. Az államtanács titkára lett, valamint Anatóliában is betöltött több állami hivatalt. Írnokként vett részt Konstantinápoly eleste után a házak, földek, szőlőültetvények összeírásában. Nagy valószínűséggel jelen volt a Rumelihisarı vár építésénél (1452) és Konstantinápoly 1453-as elfoglalásánál is. Az általa írtak arra utalnak, hogy elkísérte II. Mehmedet 1456-os, a nándorfehérvári vereséggel véget érő hadjáratára is. Jelen volt Bajazid és Musztafa herceg körülmetélési ünnepségén Edirnében.
1456-ban vagy 1457-ben Mahmud pasa, a nagyvezír szolgálatába állt, és részt vett az általa vezetett valamennyi hadjáratban 1468-ig, amikor a pasát menesztette a szultán. Turszun követte a pasát, aki kapudán pasa lett, így ott volt Negroponte 1470-es ostrománál. Miután a pasát II. Mehmed megölette, Turszun elkísérte a szultánt a Moldva elleni hadjáratra 1476 nyarán, majd Magyarországra a következő télen, 1478-ban pedig az albán hadjáratra.
Turszun könyve bevezetőjében azt írja, hogy II. Mehmed halála után halálos bűnt követett el, de II. Bajazid szultán megkímélte az életét. Ibn Kemal szerint Turszun bűne az volt, hogy a trónért vetélkedő Bajazid és Dzsem herceg vetélkedésében az utóbbi mellé állt, és annak defterdára volt. Miután a szultán megbocsátott neki, őt szolgálta. Az utolsó hadjárat, amelyben részt vett, a Mamlúk Szultánság ellen irányult, könyve az 1488-as aga-csajiri csatával végződik. A hirtelen befejezés oka lehet, hogy Turszunt bebörtönözték. A csatában ugyanis többen megfutamodtak, egy 1599-es feljegyzés szerint köztük volt az anatóliai defterdár is. 1491 körül halhatott meg.

## Könyve
Fő műve, a Tarih-i Ebü’l-feth (szabad fordításban A Hódító élete) nem kronologikus történetírás, inkább dicshimnusz II. Mehmedhez, amelyet II. Bajazidnak ajánlott. Fontos forrás, mert szerzője a kor szinte összes fontosabb eseményének résztvevője volt.